# Rosolina
Rosolina este o comună din provincia Rovigo, regiunea Veneto, Italia, cu o populație de 6.189 locuitori (1 ianuarie 2023) și o suprafață de 74,69 km².

## Demografie
Rosolina - evoluția demografică

|  | Graficele sunt indisponibile din cauza unor probleme tehnice. Mai multe informații se găsesc la Phabricator și la wiki-ul MediaWiki. |

Date: Recensăminte sau birourile de statistică - grafică realizată de Wikipedia